# تمروزت
  تمروزت (بالإنجليزية: TAMAZOUZTE)‏ هي جماعة قروية تابعة لإقليم الحوز ضمن جهة مراكش تانسيفت الحوز بالمغرب.  بلغ مجموع عدد سكان   تمروزت حسب إحصاءات 2004 حوالي 12245   نسمة  يعيشون في 1943 أسرة.

## إحصاء عام
| السنة | عدد السكان | عدد الأسر | عدد الأجانب |
| ----- | ---------- | --------- | ----------- |
| 1994  | 11216      | 1637      | °°°°        |
| 2004  | 12245      | 1943      | 0           |